# Het Lokaal
Het Lokaal is een voormalig gereformeerde kerk in de Nederlandse plaats Haarlo. De kerk is gebouwd als een zaalkerk en heeft een geveltoren. In 1977 werd de kerk uit haar functie ontheven en rond 2010 verbouwd tot woning.